# Док-Суд
Док-Суд (исп. Dock Sud) — город в Аргентине в провинции Буэнос-Айрес. Часть агломерации Большой Буэнос-Айрес.

## История
Своё название («Южный док») поселение получило в честь дока, построенного на южном берегу реки Риачуэло.
В 2014 году поселение получило статус города.

## Знаменитые уроженцы
- Хавьер Санетти (р. 1973) — футболист.